# Drepanophora corrugata
Drepanophora corrugata is een mosdiertjessoort uit de familie van de Lepraliellidae. De wetenschappelijke naam van de soort is voor het eerst geldig gepubliceerd in 1905 door Thornely.